# Conte del Cid

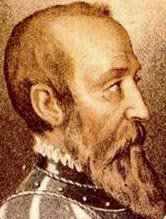
Rodrigo Díaz de Vivar y Mendoza, I conte del Cid.

Conte del Cid è un titolo nobiliare spagnolo creato dai Re Cattolici nel 1492 assieme a quello di marchese del Cenete in favore di Rodrigo Díaz de Vivar y Mendoza, figlio di Pedro González de Mendoza (il celebre Cardinal Mendoza) e di Mencía de Lemos.
Il titolo di conte del Cid fu poi riabilitato dal re Alfonso XIII nel 1921 in favore di Joaquín de Arteaga y Echagüe, XVII duca dell'Infantado, che divenne così il XV conte del Cid.

## Rodrigo Díaz de Vivar
Rodrigo Díaz de Vivar y Mendoza non deve essere confuso con il condottiero spagnolo Rodrigo Díaz de Vivar, noto come "El Cid Campeador".

## Conti del Cid
|                                | Titolare                                             | Periodo                    |
| Creazione dai Re Cattolici     | Creazione dai Re Cattolici                           | Creazione dai Re Cattolici |
| ------------------------------ | ---------------------------------------------------- | -------------------------- |
| I                              | Rodrigo Díaz de Vivar y Mendoza                      | 1492-1523                  |
| II                             | Mencía de Mendoza y Fonseca                          | 1523-1554                  |
| III                            | María de Mendoza y Fonseca                           | 1554-1580                  |
| IV                             | Íñigo López de Mendoza                               | 1580-1601                  |
| V                              | Ana de Mendoza y de la Vega                          | 1601-1633                  |
| VI                             | Catalina de Mendoza y Sandoval                       | 1633-1686                  |
| VII                            | Gregorio de Silva y Mendoza                          | 1686-1693                  |
| VIII                           | Juan de Dios Silva y Mendoza                         | 1693-1737                  |
| IX                             | María Francisca de Silva Hurtado de Mendoza          | 1737-1770                  |
| X                              | Pedro de Alcántara Álvarez de Toledo y Silva Mendoza | 1770-1790                  |
| XI                             | Pedro de Alcántara Álvarez de Toledo                 | 1790-1841                  |
| XII                            | Pedro de Alcántara Téllez-Girón y Beaufort Spontin   | 1841-1844                  |
| XIII                           | Mariano Téllez-Girón                                 | 1844-1882                  |
| Riabilitazione da Alfonso XIII |                                                      |                            |
| XV                             | Joaquín de Arteaga y Echagüe                         | 1921-1947                  |
| XVI                            | Jaime de Arteaga y Falguera                          | 1947-1936                  |
| XVII                           | Íñigo de Arteaga y Falguera                          | ? -1966                    |
| XVIII                          | Carlos de Arteaga y Martín                           | 1966- ?                    |
| XIX                            | Íñigo Antonio de Arteaga y Pascual                   | 2000-titolare attuale      |

## Storia dei conti del Cid
- Rodrigo Díaz de Vivar y Mendoza (1466?-1523), I conte del Cid. I marchese del Cenete.

1. Si sposò in prime nozze con Leonor de la Cerda (defunta nel 1497).
2. Si sposò in seconde nozze con María de Fonseca y Toledo. Gli succedette la sua terza figlia:

- Mencía de Mendoza y Fonseca, II contessa del Cid[2].
- María de Mendoza, III contessa del Cid.

1. Si sposò con Diego Hurtado de Mendoza y Aragón, V conte di Saldaña.

- Gregorio María de Domingo de Silva y Mendoza (1649-1693), conte del Cid, IX duca dell'Infantado, V duca di Pastrana, duca di Lerma, duca di Francavilla, V duca di Estremera, V duca di Cea, principe di Melito, principe di Eboli, marchese di Santillana, marchese del Cenete, marchese di Algecilla, marchese di Almenara, marchese di Argüeso, marchese di Campoo, conte di Saldaña, conte del Real de Manzanares, conte di Mandayona, conte di Miedes, Grande di Spagna, Gran Giustizia del Regno di Napoli, rettore perpetuo di Simancas, Zurita e Tordesilla, cavaliere di Santiago, commendatore maggiore di Castilla, consigliere di stato e guerra, gentiluomo di camera del re Carlo II, Montero maggiore del re, capitano, ambasciatore straordinario a Parigi.

1. Si sposò nel 1666 con María de Haro y Guzmán, figlia di Luis Méndez de Haro Guzmán, Sottomaggiore della Pace, VI marchese del Carpio, II conte di Morente, V conte e III duca di Olivares, II marchese di Eliche, I duca di Montoro, tre volte Grande di España, Commendatore maggiore dell'ordine di Álcantara, Gran Cancelliere delle Indie, Sindaco delle Alcázares di Siviglia e Cordoba, cavallerizzo maggiore, gentiluomo di camera e primo ministro di Filippo IV e suo gran privato, e di Catalina Fernández de Córdoba y Aragón, figlia minore di Enrico di Cordoba Cardona e Aragona, V duca di Segorbe, IV marchese di Comares, e della sua seconda moglie Catalina Fernández de Córdoba y Figueroa dei marchesi di Priego. Gli succedette suo figlio:

- Juan de Dios de Silva y Mendoza, conte del Cid, X duca dell'Infantado, XI marchese di Santillana, VI duca di Pastrana, duca di Lerma, duca di Francavilla, VI duca di Estremera, VI duca di Cea, principe di Melito, principe di Éboli, marchese del Cenete, marchese di Algecilla, marchese di Almenara, marchese di Argüeso, marchese di Campoo, conte di Saldaña, conte del Real de Manzanares, conte di Mandajona, conte di Miedes, Grande di Spagna, Gran Giustizia del Regno di Napoli.

1. Si sposò nel 1704 con la sua parente María Teresa de los Ríos Zapata y Guzmán, figlia di Francisco Diego Gutiérrez de los Ríos y Guzmán de los Ríos, III conte di Fernán Núñez, signore delle ville di Bencalez e la Morena, e di Catalina Zapata de Mendoza Silva, figlia di Antonio Zapata y Suárez de Mendoza, I marchese della Alameda, III conte di Barajas, VIII conte di La Coruña, e di Ana María de Silva y Guzmán, dei duchi di Pastrana.

Riabilitazione del titolo nel 1921 per:
- Joaquín Ignacio de Arteaga y Echagüe Silva y Méndez de Vigo, (1870-1947), XV conte del Cid, XVII duca dell'Infantado, XIII marchese di Armunia, XII marchese di Ariza, XIV marchese di Estepa, XVIII marchese di Santillana, X marchese di Laula (per riabilitazione in suo favore nel 1913), IX marchese di Monte de Vay (per riabilitazione nel 1913), XII marchese di Vivola, XVI marchese di Cea, VIII marchese di Valmediano, XI marchese di la Eliseda (per riabilitazione in suo favore nel 1921), V conte di Corres, XI conte di la Monclova, X conte di Santa Eufemia, XVIII conte del Real de Manzanares, XX conte di Saldaña, XXIII signore della Casa di Lazcano.

1. Si sposò nel 1894 con Isabel Falguera y Moreno, III contessa di Santiago, figlia unica di José Falguera y Lasa, II conte di Santiago, e di Elisa Moreno y Moscoso de Altamira, figlia del colonnello José Moreno y Sopranis e di Sofía Moscoso de Altamira y Taboada, II contessa di Fontao. Gli succedette, per cessione, nel 1928, suo figlio:

- Jaime de Arteaga y Falguera (1908-1936), XVI conte del Cid. Celibe. Gli succedette suo fratello:
- Íñigo de Loyola de Arteaga y Falguera (1905-1997), XVII conte del Cid, XIV duca di Francavilla (riabilitazione a suo favore nel 1921), XVIII duca dell'Infantado, XIII marchese di Ariza, XV marchese di Estepa, XIX marchese di Santillana, XIV marchese di Armunia, XVII marchese di Cea, X marchese di Monte de Vay, IX marchese di Valmediano, XIII marchese di Vivola, XIX conte del Real de Manzanares, XI conte di Santa Eufemia, XII conte di la Monclova, V conte del Serrallo, VI conte di Corres, XXI conte di Saldaña, IV conte di Santiago, XXI signore della Casa e del Palazzo di Lazcano.

1. Si sposò nel 1939, a Fuenterrabía, con Ana Rosa Martín y Santiago-Concha.
2. Si sposò con María Cristina de Salamanca y Caro, VI contessa di Zalzívar. Senza discendenza da questo matrimonio.

Gli succedette nel 1966 il figlio del primo matrimonio:
- Carlos de Arteaga y Martín, XVIII conte del Cid, VI conte del Serrallo.

cui poi succedette:
- Íñigo Antonio de Arteaga y Pascual, XIX conte del Cid (dall'anno 2000)[3].